# Rot-Weiss Essen 2002-2003
Questa voce raccoglie le informazioni riguardanti il Rot-Weiss Essen nelle competizioni ufficiali della stagione 2002-2003.

## Stagione
Nella stagione 2002-2003 il Rot Weiss Essen, allenato da Harry Pleß, concluse il campionato di Regionalliga nord al 3º posto. In Coppa di Germania il Rot Weiss Essen fu eliminato al primo turno dal Bayer Leverkusen.

## Rosa
| N. |                     | Ruolo | Calciatore         |
| -- | ------------------- | ----- | ------------------ |
| 1  | Germania (bandiera) | P     | Marco Sejna        |
| 2  | Germania (bandiera) | D     | Andreas Zimmermann |
| 3  | Germania (bandiera) | C     | Sebastian Hahn     |
| 4  | Germania (bandiera) | D     | Sven Fischer       |
| 5  | Germania (bandiera) | C     | Jörg Lipinski      |
| 6  | Germania (bandiera) | D     | Ronny Ernst        |
| 7  | Germania (bandiera) | C     | Marcus Wedau       |
| 8  | Germania (bandiera) | C     | Torben Tutas       |
| 9  | Germania (bandiera) | A     | Sascha Wolf        |
| 10 | Germania (bandiera) | D     | Heiko Bonan        |
| 11 | Germania (bandiera) | D     | Matthias Börger    |
| 12 | Germania (bandiera) | P     | Sascha Kirschstein |
| 13 | Germania (bandiera) | C     | Martin Hauswald    |
| 14 | Turchia (bandiera)  | A     | Tuncay Aksoy       |

| N. |                               | Ruolo | Calciatore       |
| -- | ----------------------------- | ----- | ---------------- |
| 16 | Germania (bandiera)           | D     | Marko Kück       |
| 17 | Germania (bandiera)           | C     | Ali Bilgin       |
| 18 | Germania (bandiera)           | C     | Andreas Winkler  |
| 20 | Macedonia del Nord (bandiera) | C     | Borislav Tomoski |
| 21 | Paesi Bassi (bandiera)        | A     | Erwin Koen       |
| 22 | Germania (bandiera)           | D     | Benjamin Weigelt |
| 24 | Germania (bandiera)           | D     | Dennis Brinkmann |
| 25 | Germania (bandiera)           | P     | Pascal Kurz      |
| 26 | Germania (bandiera)           | C     | Marco Manske     |
| 28 | Germania (bandiera)           | D     | Manuel Schulitz  |
| 29 | Ghana (bandiera)              | A     | Mark Komade      |
| 33 | Germania (bandiera)           | A     | Achim Weber      |
|    | Germania (bandiera)           | C     | Jan Jensen       |

## Organigramma societario
Area tecnica
- Allenatore: Harry Pleß
- Allenatore in seconda:
- Preparatore dei portieri:
- Preparatori atletici:
- Analisi video:

## Calciomercato

### Sessione estiva
| Acquisti | Acquisti           | Acquisti               | Acquisti |
| R.       | Nome               | da                     | Modalità |
| -------- | ------------------ | ---------------------- | -------- |
| A        | Tuncay Aksoy       | Diyarbakırspor         |          |
| D        | Matthias Börger    | FC Schüttorf 09        |          |
| D        | Ronny Ernst        | Dresdner SC            |          |
| C        | Martin Hauswald    | Borea Dresda           |          |
| P        | Sascha Kirschstein | Eintracht Braunschweig |          |
| C        | Jörg Lipinski      | RW Oberhausen          |          |
| P        | Marco Sejna        | LR Ahlen               |          |
| C        | Borislav Tomoski   | Erzgebirge Aue         |          |
| C        | Marcus Wedau       | LR Ahlen               |          |
| D        | Andreas Zimmermann | LR Ahlen               |          |

| Cessioni | Cessioni         | Cessioni               | Cessioni |
| R.       | Nome             | a                      | Modalità |
| -------- | ---------------- | ---------------------- | -------- |
| C        | Ivan Ilečić      | Dinamo Zagabria        |          |
| D        | Taoufik Ameziane | DVS '33                |          |
| A        | Riccardo Baich   | Bergedorf              |          |
| C        | Christoph Chylla | Fortuna Düsseldorf     |          |
| C        | Holger Karp      | Eintracht Braunschweig |          |
| C        | Markus Kaya      | Velbert                |          |
| P        | Christoph Müller | Verl                   |          |
| C        | Andrey Polunin   | Dnipro                 |          |
| A        | Ulf Raschke      | Gütersloh              |          |
| P        | Jürgen Waniek    | Adler Osterfeld        |          |

### Sessione invernale
| Acquisti | Acquisti   | Acquisti      | Acquisti |
| R.       | Nome       | da            | Modalità |
| -------- | ---------- | ------------- | -------- |
| D        | Marko Kück | Holstein Kiel |          |

| Cessioni | Cessioni         | Cessioni      | Cessioni |
| R.       | Nome             | a             | Modalità |
| -------- | ---------------- | ------------- | -------- |
| A        | Sebastian Wojcik | Holstein Kiel |          |

## Risultati

### Regionalliga

#### Girone di andata
| Arbitro: | Bley |

|         |           |          |
| Lau 41’ | Marcatori | 8’ Weber |

| Essen 3 agosto 2002, ore 14:00 CEST 2ª giornata | Rot-Weiss Essen | 0 – 0 referto | Dinamo Dresda | Georg-Melches-Stadion (10 319 spett.)\| Arbitro: \| Krug \| |
| Arbitro:                                        | Krug            |               |               |                                                             |

| Arbitro: | Weber |

|             |           |             |
| Tchipev 25’ | Marcatori | 17’ Tomoski |

| Arbitro: | Aust |

|           |           |  |
| Tutas 33’ | Marcatori |  |

| Arbitro: | Hoyzer |

|                       |           |          |
| Altıntop 26’ Löbe 71’ | Marcatori | 6’ Tutas |

| Arbitro: | Scheppe |

|          |           |              |
| Koen 56’ | Marcatori | 17’ Schröder |

| Arbitro: | Schößling |

|                                             |           |                                                       |
| Weber 12’ (rig.), 85’, 87’ Kirch 64’ (aut.) | Marcatori | 4’, 56’ (rig.) Milde 28’, 30’ Rogowski 67’ Siedschlag |

| Arbitro: | Perschke |

|  |           |                                   |
|  | Marcatori | 13’ Weber 47’, 60’ Koen 65’ Wedau |

| Arbitro: | Späker |

|                                         |           |  |
| Bilgin 30’ Koen 47’ Weber 77’ Wedau 90’ | Marcatori |  |

| Arbitro: | Marks |

|  |           |          |
|  | Marcatori | 45’ Koen |

| Arbitro: | Keßler |

|                                     |           |               |
| Weber 14’, 35’ Koen 83’ Fischer 90’ | Marcatori | 80’ Krontiris |

| Aue-Bad Schlema 12 ottobre 2002, ore 14:00 CEST 12ª giornata | Erzgebirge Aue | 0 – 0 referto | Rot-Weiss Essen | Erzgebirgsstadion (3 550 spett.)\| Arbitro: \| Meyer \| |
| Arbitro:                                                     | Meyer          |               |                 |                                                         |

| Arbitro: | Gräfe |

|                                |           |  |
| Bilgin 46’ Lipinski 78’ (rig.) | Marcatori |  |

| Osnabrück 25 ottobre 2002, ore 19:00 CEST 14ª giornata | Osnabrück | 0 – 0 referto | Rot-Weiss Essen | Piepenbrockstadion an der Bremer Brücke (12 200 spett.)\| Arbitro: \| Schößling \| |
| Arbitro:                                               | Schößling |               |                 |                                                                                    |

| Arbitro: | Hoyzer |

|           |           |  |
| Weber 40’ | Marcatori |  |

| Arbitro: | Anklam |

|  |           |                         |
|  | Marcatori | 49’ Bilgin 52’ Hauswald |

| Arbitro: | Weber |

|                                       |           |                           |
| Hauswald 32’, 38’, 47’, 73’ Ernst 79’ | Marcatori | 45’, 53’ Valdez 78’ Lenze |

#### Girone di ritorno
| Arbitro: | Späker |

|                                    |           |         |
| Weigelt 21’ Lipinski 86’ Weber 86’ | Marcatori | 90’ Lau |

| Arbitro: | Fröhlich |

|                     |           |                     |
| Ahanfouf 75’ (rig.) | Marcatori | 58’ (rig.) Lipinski |

| Essen 6 dicembre 2002, ore 19:30 CET 20ª giornata | Rot-Weiss Essen | 0 – 0 referto | Chemnitz | Georg-Melches-Stadion (9 176 spett.)\| Arbitro: \| Hems \| |
| Arbitro:                                          | Hems            |               |          |                                                            |

| Arbitro: | Bley |

|  |           |                                 |
|  | Marcatori | 4’ Bonan 21’ Fischer 37’ Bilgin |

| Arbitro: | Czech |

|  |           |                                            |
|  | Marcatori | 30’ Katriniok 73’ Homola 80’, 81’ Altıntop |

| Arbitro: | Schempershauwe |

|                       |           |          |
| Šebo 6’ Steegmann 21’ | Marcatori | 17’ Kück |

| Arbitro: | Grudzinski |

|            |           |                     |
| Gockel 82’ | Marcatori | 34’ Bonan 88’ Ernst |

| Arbitro: | Weber |

|                      |           |  |
| Kück 86’ Weigelt 90’ | Marcatori |  |

| Arbitro: | Schriever |

|                     |           |           |
| Guščinas 69’ (rig.) | Marcatori | 59’ Weber |

| Arbitro: | Grudzinski |

|                    |           |                           |
| Koen 11’ Wedau 45’ | Marcatori | 31’ Rodrigues 86’ Hoßmang |

| Arbitro: | Frank |

|              |           |                  |
| Herrlich 49’ | Marcatori | 35’ (rig.) Weber |

| Arbitro: | Gagelmann |

|           |           |  |
| Weber 13’ | Marcatori |  |

| Arbitro: | Kinhöfer |

|  |           |                                         |
|  | Marcatori | 50’ Weber 74’ (rig.) Lipinski 82’ Tutas |

| Arbitro: | Anklam |

|           |           |                               |
| Weber 36’ | Marcatori | 44’, 74’ Claaßen 76’ Mičevski |

| Arbitro: | Fröhlich |

|                          |           |          |
| Sauerland 52’ Özkaya 73’ | Marcatori | 89’ Wolf |

| Arbitro: | Rafati |

|                     |           |           |
| Weber 37’ Wedau 73’ | Marcatori | 72’ Gerov |

| Brema 8 giugno 2003, ore 14:00 CEST 34ª giornata | Werder Brema II | 0 – 0 referto | Rot-Weiss Essen | Weserstadion (3 500 spett.)\| Arbitro: \| Frank \| |
| Arbitro:                                         | Frank           |               |                 |                                                    |

### Coppa di Germania
| Arbitro: | Fandel |

|  |           |           |
|  | Marcatori | 24’ Lúcio |

## Statistiche

### Statistiche di squadra
| Competizione      | Punti | In casa | In casa | In casa | In casa | In casa | In casa | In trasferta | In trasferta | In trasferta | In trasferta | In trasferta | In trasferta | Totale | Totale | Totale | Totale | Totale | Totale | DR  |
| Competizione      | Punti | G       | V       | N       | P       | Gf      | Gs      | G            | V            | N            | P            | Gf           | Gs           | G      | V      | N      | P      | Gf     | Gs     | DR  |
| ----------------- | ----- | ------- | ------- | ------- | ------- | ------- | ------- | ------------ | ------------ | ------------ | ------------ | ------------ | ------------ | ------ | ------ | ------ | ------ | ------ | ------ | --- |
| Regionalliga nord | 60    | 17      | 10      | 4       | 3       | 33      | 21      | 17           | 6            | 8            | 3            | 23           | 12           | 34     | 16     | 12     | 6      | 56     | 33     | +23 |
| Coppa di Germania | -     | 1       | 0       | 0       | 1       | 0       | 1       | 0            | 0            | 0            | 0            | 0            | 0            | 1      | 0      | 0      | 1      | 0      | 1      | -1  |
| Totale            | 60    | 18      | 10      | 4       | 4       | 33      | 22      | 17           | 6            | 8            | 3            | 23           | 12           | 35     | 16     | 12     | 7      | 56     | 34     | +22 |

### Andamento in campionato
| Giornata  | 1 | 2  | 3  | 4 | 5  | 6  | 7  | 8  | 9 | 10 | 11 | 12 | 13 | 14 | 15 | 16 | 17 | 18 | 19 | 20 | 21 | 22 | 23 | 24 | 25 | 26 | 27 | 28 | 29 | 30 | 31 | 32 | 33 | 34 |
| --------- | - | -- | -- | - | -- | -- | -- | -- | - | -- | -- | -- | -- | -- | -- | -- | -- | -- | -- | -- | -- | -- | -- | -- | -- | -- | -- | -- | -- | -- | -- | -- | -- | -- |
| Luogo     | T | C  | T  | C | T  | C  | C  | T  | C | T  | C  | T  | C  | T  | C  | T  | C  | C  | T  | C  | T  | C  | T  | T  | C  | T  | C  | T  | C  | T  | C  | T  | C  | T  |
| Risultato | N | N  | N  | V | P  | N  | P  | V  | V | V  | V  | N  | V  | N  | V  | V  | V  | V  | N  | N  | V  | P  | P  | V  | V  | N  | N  | N  | V  | V  | P  | P  | V  | N  |
| Posizione | 9 | 12 | 12 | 8 | 12 | 12 | 13 | 11 | 8 | 5  | 3  | 6  | 3  | 3  | 3  | 2  | 1  | 1  | 1  | 1  | 1  | 1  | 2  | 2  | 1  | 2  | 2  | 3  | 2  | 2  | 3  | 3  | 3  | 3  |

Legenda:

Luogo: C = Casa; T = Trasferta. Risultato: V = Vittoria; N = Pareggio; P = Sconfitta.

### Statistiche dei giocatori
| Giocatore      | Regionalliga nord | Regionalliga nord | Regionalliga nord | Regionalliga nord | Coppa di Germania | Coppa di Germania | Coppa di Germania | Coppa di Germania | Totale   | Totale | Totale      | Totale     |
| Giocatore      | Presenze          | Reti              | Ammonizioni       | Espulsioni        | Presenze          | Reti              | Ammonizioni       | Espulsioni        | Presenze | Reti   | Ammonizioni | Espulsioni |
| -------------- | ----------------- | ----------------- | ----------------- | ----------------- | ----------------- | ----------------- | ----------------- | ----------------- | -------- | ------ | ----------- | ---------- |
| T. Aksoy       | 1                 | 0                 | 1                 | 0                 | 0                 | 0                 | 0                 | 0                 | 1        | 0      | 1           | 0          |
| A. Bilgin      | 29                | 4                 | 2                 | 0                 | 1                 | 0                 | 0                 | 0                 | 30       | 4      | 2           | 0          |
| H. Bonan       | 32                | 2                 | 4                 | 0                 | 1                 | 0                 | 0                 | 0                 | 33       | 2      | 4           | 0          |
| D. Brinkmann   | 29                | 0                 | 2                 | 1                 | 1                 | 0                 | 0                 | 0                 | 30       | 0      | 2           | 1          |
| M. Börger      | 10                | 0                 | 1                 | 0                 | 0                 | 0                 | 0                 | 0                 | 10       | 0      | 1           | 0          |
| R. Ernst       | 26                | 2                 | 4                 | 0                 | 1                 | 0                 | 0                 | 0                 | 27       | 2      | 4           | 0          |
| S. Fischer     | 24                | 2                 | 4                 | 0                 | 1                 | 0                 | 0                 | 0                 | 25       | 2      | 4           | 0          |
| S. Hahn        | 0                 | 0                 | 0                 | 0                 | 0                 | 0                 | 0                 | 0                 | 0        | 0      | 0           | 0          |
| M. Hauswald    | 28                | 5                 | 2                 | 0                 | 1                 | 0                 | 0                 | 0                 | 29       | 5      | 2           | 0          |
| J. Jensen      | 1                 | 0                 | 0                 | 0                 | 0                 | 0                 | 0                 | 0                 | 1        | 0      | 0           | 0          |
| S. Kirschstein | 24                | 0                 | 2                 | 0                 | 1                 | 0                 | 0                 | 0                 | 25       | 0      | 2           | 0          |
| E. Koen        | 29                | 7                 | 9                 | 1                 | 1                 | 0                 | 0                 | 0                 | 30       | 7      | 9           | 1          |
| M. Komade      | 8                 | 0                 | 0                 | 0                 | 0                 | 0                 | 0                 | 0                 | 8        | 0      | 0           | 0          |
| P. Kurz        | 0                 | 0                 | 0                 | 0                 | 0                 | 0                 | 0                 | 0                 | 0        | 0      | 0           | 0          |
| M. Kück        | 14                | 2                 | 2                 | 0                 | 0                 | 0                 | 0                 | 0                 | 14       | 2      | 2           | 0          |
| J. Lipinski    | 22                | 4                 | 4                 | 0                 | 0                 | 0                 | 0                 | 0                 | 22       | 4      | 4           | 0          |
| M. Manske      | 3                 | 0                 | 0                 | 0                 | 0                 | 0                 | 0                 | 0                 | 3        | 0      | 0           | 0          |
| M. Schulitz    | 2                 | 0                 | 0                 | 0                 | 0                 | 0                 | 0                 | 0                 | 2        | 0      | 0           | 0          |
| M. Sejna       | 11                | 0                 | 0                 | 0                 | 0                 | 0                 | 0                 | 0                 | 11       | 0      | 0           | 0          |
| B. Tomoski     | 26                | 1                 | 4                 | 0                 | 1                 | 0                 | 0                 | 0                 | 27       | 1      | 4           | 0          |
| T. Tutas       | 32                | 3                 | 2                 | 0                 | 1                 | 0                 | 0                 | 0                 | 33       | 3      | 2           | 0          |
| A. Weber       | 34                | 16                | 9                 | 0                 | 1                 | 0                 | 0                 | 0                 | 35       | 16     | 9           | 0          |
| M. Wedau       | 26                | 4                 | 5                 | 0                 | 1                 | 0                 | 0                 | 0                 | 27       | 4      | 5           | 0          |
| B. Weigelt     | 27                | 2                 | 6                 | 0                 | 0                 | 0                 | 0                 | 0                 | 27       | 2      | 6           | 0          |
| A. Winkler     | 4                 | 0                 | 0                 | 0                 | 0                 | 0                 | 0                 | 0                 | 4        | 0      | 0           | 0          |
| S. Wojcik      | 2                 | 0                 | 0                 | 0                 | 0                 | 0                 | 0                 | 0                 | 2        | 0      | 0           | 0          |
| S. Wolf        | 12                | 1                 | 0                 | 0                 | 1                 | 0                 | 0                 | 0                 | 13       | 1      | 0           | 0          |
| A. Zimmermann  | 15                | 0                 | 2                 | 0                 | 1                 | 0                 | 0                 | 0                 | 16       | 0      | 2           | 0          |